# Masicera morio
Masicera morio là một loài ruồi trong họ Tachinidae.